# Zimiromus bimini
Espèce
Zimiromus bimini est une espèce d'araignées aranéomorphes de la famille des Gnaphosidae.

## Distribution
Cette espèce est endémique des îles Bimini aux Bahamas,.

## Description
Les mâles mesurent de 2,63 à 2,73 mm.

## Étymologie
Son nom d'espèce lui a été donné en référence au lieu de sa découverte, les îles Bimini.

## Publication originale
- Platnick & Shadab, 1976 : A revision of the Neotropical spider genus Zimiromus, with notes on Echemus (Araneae, Gnaphosidae). American Museum novitates, no 2609, p. 1-24 (texte intégral).